# تاج خیانت
تاج خیانت (انگلیسی: Crest of Betrayal) فیلمی به کارگردانی کینجی فوکاساکو است که در سال ۱۹۹۴ منتشر شد.

## بازیگران
- کویچی ساتو
- ساکی تاکائوکا
- کئیکو اوگینومه
- اریکو واتانابه
- رنجی ایشیباشی
- کیزو کانیه
- هیرویوکی سانادا
- ماسااومی کوندو
- ماساهیکو تسوگاوا